# Segunda guerra sagrada
La segunda guerra sagrada ocurrió entre 449 y 448 a. C. y resultó en el enfrentamiento directo entre Atenas y Esparta durante la llamada primera guerra del Peloponeso.
La guerra comenzó cuando Esparta separó Delfos de Fócida y le concedió la independencia a sus habitantes. No obstante, los atenienses defendían a los focidios, por lo que en 448 a. C., Pericles comandó al Ejército ateniense contra Delfos para restaurar los derechos soberanos de Fócida sobre el oráculo de Delfos. Pericles capturó Delfos inmediatamente luego de la retirada de los espartanos y la devolvió a los focidios.
Según Matthew Dillon, las acciones militares tanto de Esparta como de Atenas fueron veloces y efectivas, y no existe ninguna evidencia de que hayan interferido en el peregrinaje de quienes consultaban al oráculo.
En contraste con la tercera guerra sagrada, este enfrentamiento fue corto y mucho menos encarnizado.